# Clemens Winkler

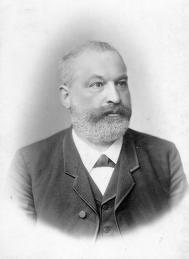
Clemens Winkler.

Clemens Alexander Winkler, född 26 december 1838 i Freiberg, Sachsen, död 8 oktober 1904 i Dresden, var en tysk kemist.
Winkler blev 1873 professor i kemi vid Bergsakademien i sin födelsestad, 1896 rektor där och emeritus 1902. Han inlade stora förtjänster om utvecklingen av den oorganiska och analytiska kemin samt kemitekniken.  Till hans viktigaste arbeten hör upptäckten av grundämnet germanium 1886, som 1871 förutsagts på teoretiska grunder av Mendelejev, grundläggningen av kontaktmetoden för tillverkning av svavelsyra 1875 samt utvecklandet av den kemisk-tekniska gasanalysen. Han var ledamot av många vetenskapliga samfund, däribland Kungliga Vetenskapsakademien (1892).